# إلكسندر فارشافسكي
إلكسندر جاكوب فارشافسكي (بالإنجليزية: Alexander Varshavsky)‏ (من مواليد 8 نوفمبر 1946) هو عالم كيمياء روسي أمريكي، اشتهر باكتشافه لقاعدة الطرف الأميني لليوبيكويتين. من مواليد موسكو، يبحث حاليًا في معهد كاليفورنيا للتقنية.